# Steinbach-Kammratte
Die Steinbach-Kammratte (Ctenomys steinbachi) ist eine Art der Kammratten. Die Art wurde 1907 von Oldfield Thomas aus Bolivien wissenschaftlich erstbeschrieben. Über die Lebensweise der Tiere liegen kaum Informationen vor.

## Merkmale
Die Steinbach-Kammratte erreicht eine Kopf-Rumpf-Länge von durchschnittlich 23 bis 25 Zentimetern und eine Schwanzlänge von 8,6 Zentimetern. Die Hinterfußlänge beträgt mit Klaue etwa 45 Millimeter. Männchen und Weibchen haben etwa die gleiche Größe. Es handelt sich damit um eine der größten Arten der Gattung. Das Fell der Tiere ist glatt, dünn und glänzend, die Rückenhaare erreichen Längen von einem bis drei Millimetern. Es ist gleichmäßig dunkel grau-braun bis kupferfarben über den Kopf, den Rücken und die Körperseiten und unterscheidet sich damit von dem eher hellen Fell anderer Arten. Die Bauchseite ist cremeweiß, die Haare sind in ihren basalen zwei Drittel schiefergrau. Die Vorder- und Hinterbeine sind blassgrau gefärbt mit dünnen dunkleren Linien. Der Schwanz ist grauweiß und dünn behaart.
Der Karyotyp besteht aus einem Chromosomensatz von 2n=10 Chromosomen (FN=18), womit die Art die kleinste Anzahl an Chromosomen innerhalb der Gattung und gemeinsam mit Arten der Gattung Akodon eine der geringsten Chromosomenanzahlen innerhalb der Nagetiere besitzt. Die Spermien sind symmetrisch gebaut.

## Verbreitung
Die Zweifarbige Kammratte lebt im zentralen Bolivien im Departamento Santa Cruz.

## Lebensweise
Die Lebensräume der Zweifarbigen Kammratte sind geprägt vom amazonischen Regenwald Boliviens. Sie lebt in sandigen Böden der Wälder und wie alle anderen Kammratten am Boden und im Boden grabend. Dabei ernährt sie sich von Knollen und Wurzeln im Boden. Über ihre Lebensweise liegen darüber hinaus keine Informationen vor.
Ein einzelnes trächtiges Weibchen mit einem Embryo wurde im August gefangen, auch über die Fortpflanzung liegen darüber hinaus keine Informationen vor.

## Systematik
Die Steinbach-Kammratte wird als eigenständige Art in die Gattung der Kammratten (Ctenomys) eingeordnet. Diese besteht aus etwa 70 Arten. Die wissenschaftliche Erstbeschreibung der Art stammt von dem britischen Zoologen Oldfield Thomas aus dem Jahr 1907, der sie anhand eines Individuums aus dem zentralen Bolivien nahe der Stadt Santa Cruz de la Sierra beschrieb. Spätere Bearbeiter grenzten das Fundgebiet auf die Region nördlich von Buen Retiro ein. Thomas benannte die Art nach dem Tier- und Pflanzensammler José Steinbach, der vor allem in Argentinien und Bolivien aktiv war.
Die Art wird aufgrund molekularbiologischer Merkmale der aktuell der boliviensis-Gruppe innerhalb der Gattung zugeordnet, eine engere Verwandtschaft besteht dabei wahrscheinlich zur Bolivien-Kammratte (Ctenomys boliviensis) und zur Goodfellow-Kammratte (Ctenomys goodfellowi).
Innerhalb der Art werden neben der Nominatform keine weiteren Unterarten unterschieden.

## Status, Bedrohung und Schutz
Die Steinbach-Kammratte wird von der International Union for Conservation of Nature and Natural Resources (IUCN) als nicht gefährdet gelistet. Sie kommt in ihrem begrenzten Verbreitungsgebiet vergleichsweise häufig vor und die Population ist wahrscheinlich stabil und anpassungsfähig an Veränderung des Lebensraums. Es gibt derzeit keine bekannten bestandsgefährdende Bedrohungen für diese Art.

## Belege
1. 1 2 3 4 5  Claudio J. Bidau Ctenomys fulvus Philippi, 1860. In: Family Ctenomyidae Lesson, 1842. In: J.L. Patton, U.F.J. Pardiñas, G. D’Elía: Mammals of South America. The University of Chicago Press, 2015; S. 870–871. ISBN 978-0-226-16957-6.
2. 1 2 3 4 5 6 7 8 9  Steinbach's Tuco-tuco. In: T.R.O. Freitas: Family Ctenomyidae In: Don E. Wilson, T.E. Lacher, Jr., Russell A. Mittermeier (Herausgeber): Handbook of the Mammals of the World: Lagomorphs and Rodents 1. (HMW, Band 6) Lynx Edicions, Barcelona 2016, S. 514. ISBN 978-84-941892-3-4.
3. ↑  „Steinbach“ In: Bo Beolens, Michael Grayson, Michael Watkins: The Eponym Dictionary of Mammals. Johns Hopkins University Press, 2009; S. 392; ISBN 978-0-8018-9304-9.
4. ↑  Andrés Parada, Guillermo D’Elía, Claudio J. Bidau, Enrique P. Lessa: Species groups and the evolutionary diversification of tuco-tucos, genus Ctenomys (Rodentia: Ctenomyidae). Journal of Mammalogy 92 (3), 9. Juni 2011; S. 671–682. doi:10.1644/10-MAMM-A-121.1
5. 1 2  Ctenomys steinbachi in der Roten Liste gefährdeter Arten der IUCN 2018. Eingestellt von: N. Roach, L. Naylor, 2016. Abgerufen am 25. Mai 2019.